# Andy Morrison
Andrew Charles "Andy" Morrison (ur. 30 lipca 1970) – piłkarz szkocki występujący na pozycji obrońcy.